# Substância (filosofia)
Substância é um conceito chave da metafísica ou ontologia. Designa aquilo que há de permanente nas coisas que mudam e portanto o fundamento de todo acidente.
As interpretações do conceito variam entre aqueles que reconhecem apenas uma substância (monistas), os que reconhecem duas substâncias ( dualistas) ou várias (pluralistas).
De acordo a visão monista, presente no estoicismo e em Espinoza, existe apenas uma substância, geralmente identificada com Deus ou Ser. Já o dualismo vê o mundo como composto de duas substâncias fundamentais, enquanto no pluralismo - característico do platonismo e do aristotelismo - o ser é constituído de uma pluralidade de elementos que o fundem como substâncias que, geralmente, podem ser hierarquizadas ontologicamente.